# هاك والاس
هاك والاس (بالإنجليزية: Huck Wallace)‏ هو لاعب كرة قاعدة أمريكي، ولد في 27 يوليو 1882 في ريتشموند في الولايات المتحدة، وتوفي في 9 يوليو 1951 في كليفلاند في الولايات المتحدة.

## وصلات خارجية
- هاك والاس على موقعبيزبول رفرنس.كوم (الدوري الرئيسي) (الإنجليزية)
- هاك والاس على موقعبيزبول رفرنس.كوم (الدوري الثانوي) (الإنجليزية)
- هاك والاس على موقع مشجعي الرسوم البيانية (الإنجليزية)